# Спорт в Естонії

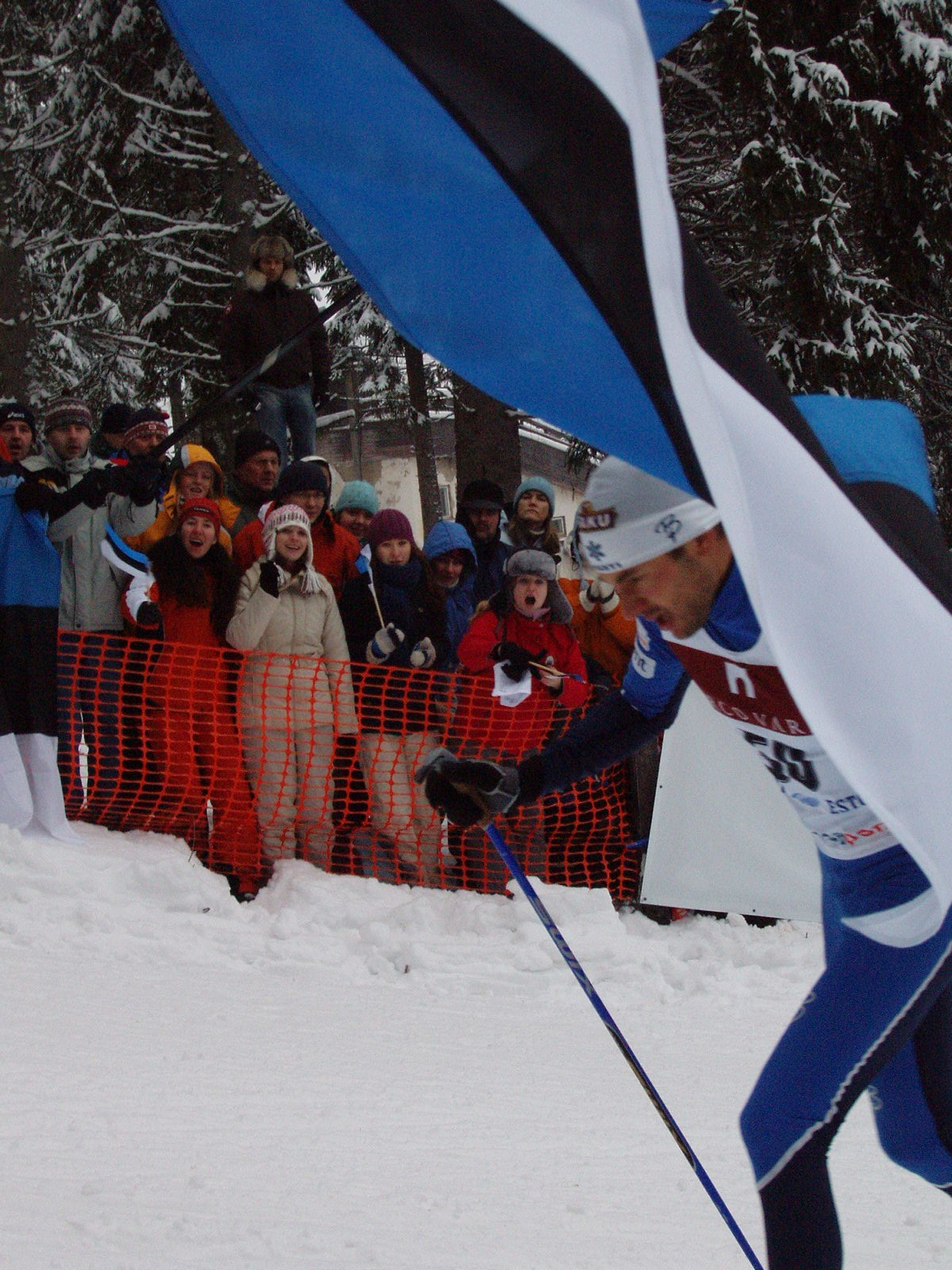
Андрус Веерпалу фінішує з прапором

Спорт є невід'ємною частиною естонської культури. Популярні види спорту серед естонців: лижні перегони, біатлон, легка атлетика, велоспорт, вітрильний спорт і академічне веслування, різні види боротьби та єдиноборств, технічні види спорту, а також шахи. Успіхи естонців у командних видах спорту на міжнародній арені незначні.

## Естонія на Олімпійських іграх
Естонія посилає свою спортивну делегацію на Олімпійські ігри, починаючи з 1920 року. Національний олімпійський комітет Естонії був заснований 1923 року. Відтоді естонці брали участь у кожній олімпіаді до анексії Радянським Союзом у 1940 році. Під час радянської окупації чимало естонців представляло на Олімпійських іграх Радянський Союз. У Таллінні проходили змагання з вітрильного спорту з програми Московської олімпіади. Після повернення незалежності Естонія знову бере участь в Олімпійських іграх окремою командою. Першою олімпійською чемпіонкою нової Естонії стала в 1992 році велосипедистка Еріка Салумяе.

## Історичні постаті
Ще на початку 20 ст. особливої відомості набули естонські борці та стронгмени Георг Луріх, Александер Аберг, Георг Гакенштмідт. У сучасній Естонії вони мають напівлегендарний статус. Естонці також пишаються своїм співвітчизником, одним із найсильніших шахістів світу за всю історію, Паулем Кересом.

## Сучасність
Вищий ешелон футбольного чемпіонату Естонії називається Мейстріліга. Збірна Естонії з футболу загалом не має високих здобутків, але здивувала багатьох, добравшись до плей-офу Євро-2012, в якому вона, втім, поступилася Ірландії. Найвідоміший естонський футболіст — воротар Март Поом, який грав навіть у Прем'єрлізі.
За часів Радянського Союзу талліннський «Калев» виступав у вищій лізі баскетбольного чемпіонату. Захисник команди Тійт Сокк був олімпійським чемпіоном Сеульської олімпіади.
Естонські легкоатлети відзначаються особливо у метаннях і десятиборстві, історично також, у бігу на довгі дистанції. Десятиборець Еркі Ноол був олімпійським чемпіоном Олімпіади 2000 року у Сіднеї. Олімпійські медалі виборювали естонські дискоболи Александер Таммерт і Герд Кантер.
Брати-близнюки Тину і Тоомас Тиністе принесли Естонії олімпійську медаль у змаганнях з вітрильного спорту.
Естонська тенісистка Кая Канепі входила у двадцятку найсильніших у світі, перспективна  Анетт Контавейт. Серед чоловіків лідерство належить Юргену Зоппу.
Серед зимових видів спорту найкраще розвинуті в Естонії лижні перегони. Естонські лижники Андрус Веерпалу та Крістіна Шмігун вибороли звання олімпійських чемпіонів, Яак Мае — олімпійського медаліста.